# راهنمای معنوی (فیلم)
راهنمای معنوی (به هندی: Guru) فیلمی محصول سال ۱۹۹۷ و به کارگردانی راجیو آنچال است. در این فیلم بازیگرانی همچون موهن لال، سورش گوپی، مادهوپال، سیتارا، مورالی، نثار، سرینیواسان، ندومودی ونو ایفای نقش کرده‌اند.